# Каристия
Каристия извъстен също като Кара Когнацио (на латински: Caristia; Cara Cognatio) е религиозен празник (култ) в Древен Рим, който се празнува на 22 февруари.
Той е празник на радостта и се изнасят молитви за живите. Омъжените римлянки честват тогава особено Конкордия, богинята на съгласието и семейното разбирателство.